# Đánh đu

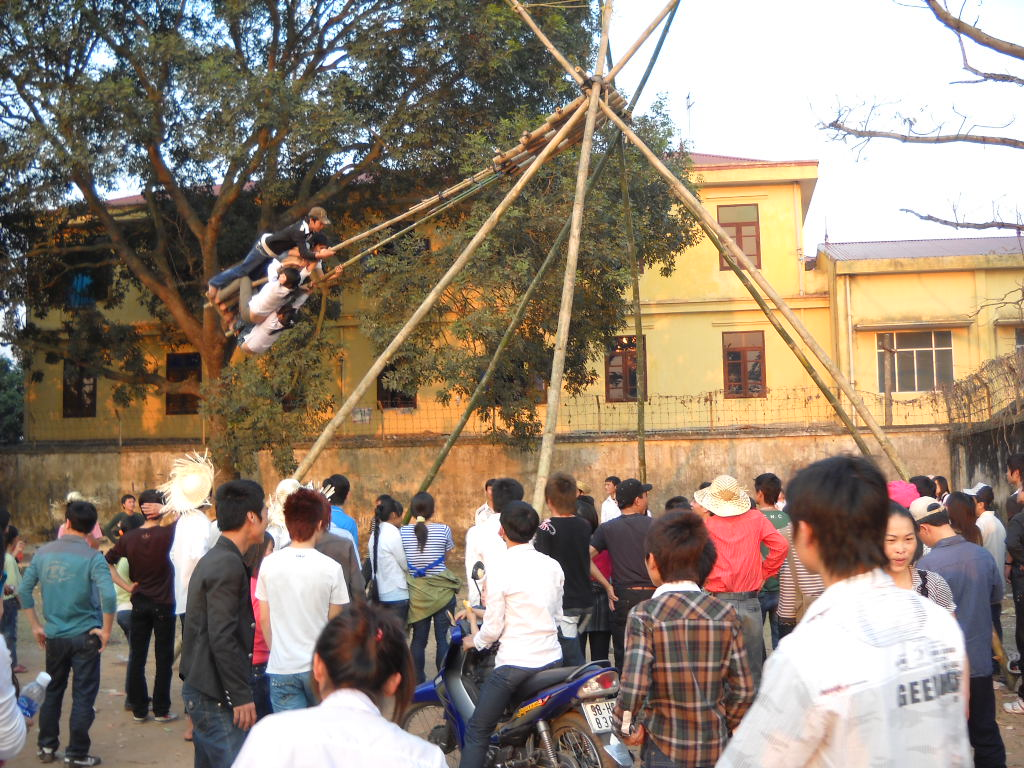
trò chơi Đánh đu tại hội Lim, Bắc Ninh

Đánh đu là một trò chơi dân gian rất phổ biến ở Việt Nam. Chơi đu thường diễn ra vào những ngày Tết cổ truyền hay trong các ngày lễ hội đầu xuân ở các hội làng. Theo nhiều nghiên cứu, trò chơi này đã có từ trước thời Hán thuộc.

## Cách chơi
Trên một khoảnh đất rộng, sáu hay tám cây tre dài được chôn sâu đủ vững chắc để chịu được sức nặng của hai người cùng với lực đẩy quán tính. Hai cây tre làm cần đu nhỏ, vừa tay cầm được treo ở chính giữa. Lên đu có thể là một hay hai người. Càng nhún mạnh thì đu càng lên cao từ bên nọ sang bên kia, nhiều khi đu bay ngang ngọn đu một vòng. Ở nhiều nơi, người ta còn treo phần thưởng ở ngang ngọn đu để người đu giật giải.